# Maximilian von Schenckendorff
Maximilian von Schenckendorff (ur. 24 lutego 1875 w Prenzlau, zm. 6 lipca 1943 w Karpaczu) – generał porucznik Reichswehry i generał piechoty Wehrmachtu.

## Życiorys
Ukończył korpus kadetów. W połowie marca 1894 w stopniu porucznika wstąpił do 47 Pułku Piechoty. W 1908 awansował do stopnia kapitana. Brał udział w I wojnie światowej. Początkowo był dowódcą batalionu piechoty, zaś od lipca 1918 oficerem do specjalnych poruczeń przy szefie Sztabu Generalnego. Doszedł do stopnia majora. Od 1919 służył w Reichswehrze. Dowodził batalionem 29 Pułku Piechoty. Od 1922 służył w Ministerstwie Reichswehry. Na początku kwietnia 1923 objął funkcję szefa sztabu inspektora piechoty. W 1924 mianowano go pułkownikiem. Od początku lutego 1926 był dowódcą 8 Pułku Piechoty. W latach 1929–1930 był dowódcą piechoty 6 Dywizji w Hanowerze. Pod koniec lutego 1930 został przeniesiony do rezerwy w stopniu generała porucznika.
Pod koniec sierpnia 1939 powrócił do czynnej służby wojskowej i wyznaczony na stanowisko komendanta 13 Rejonu Ochrony Pogranicza. Od końca października tego roku pełnił funkcję komendanta okupacyjnego garnizonu Poznania. Na początku września 1940 awansował na generała piechoty. W połowie marca 1941 wyznaczono go dowodzącym rejonem tyłowym i wojskami ochronnymi Grupy Armii Środek. Po ataku wojsk niemieckich na ZSRR 22 czerwca tego roku, opowiadał się za formowaniem ochotniczych oddziałów wojskowych spośród Rosjan, Białorusinów, Ukraińców i przedstawicieli innych narodów zamieszkujących Związek Radziecki.
Jednocześnie był konsekwentnym realizatorem ludobójczych planów, zwłaszcza wobec ludności żydowskiej. Rozkazem numer 1 z 7 lipca 1941 wprowadził obowiązek noszenia białych opasek z żółtą Gwiazdą Dawida przez wszystkich Żydów od lat 10. Rozkazem z dnia 21 sierpnia 1941 w celu "ścisłej kontroli za działalnością Żydów" zabronił im opuszczać swoje miejsca zamieszkania. Jednostki pod dowództwem von Schenckendorffa wyróżniały się okrucieństwem w masowej eksterminacji Żydów.
Od końca czerwca 1943 na urlopie zdrowotnym w Karpaczu. W czasie pobytu zmarł, czego przyczyną była niewydolność serca.

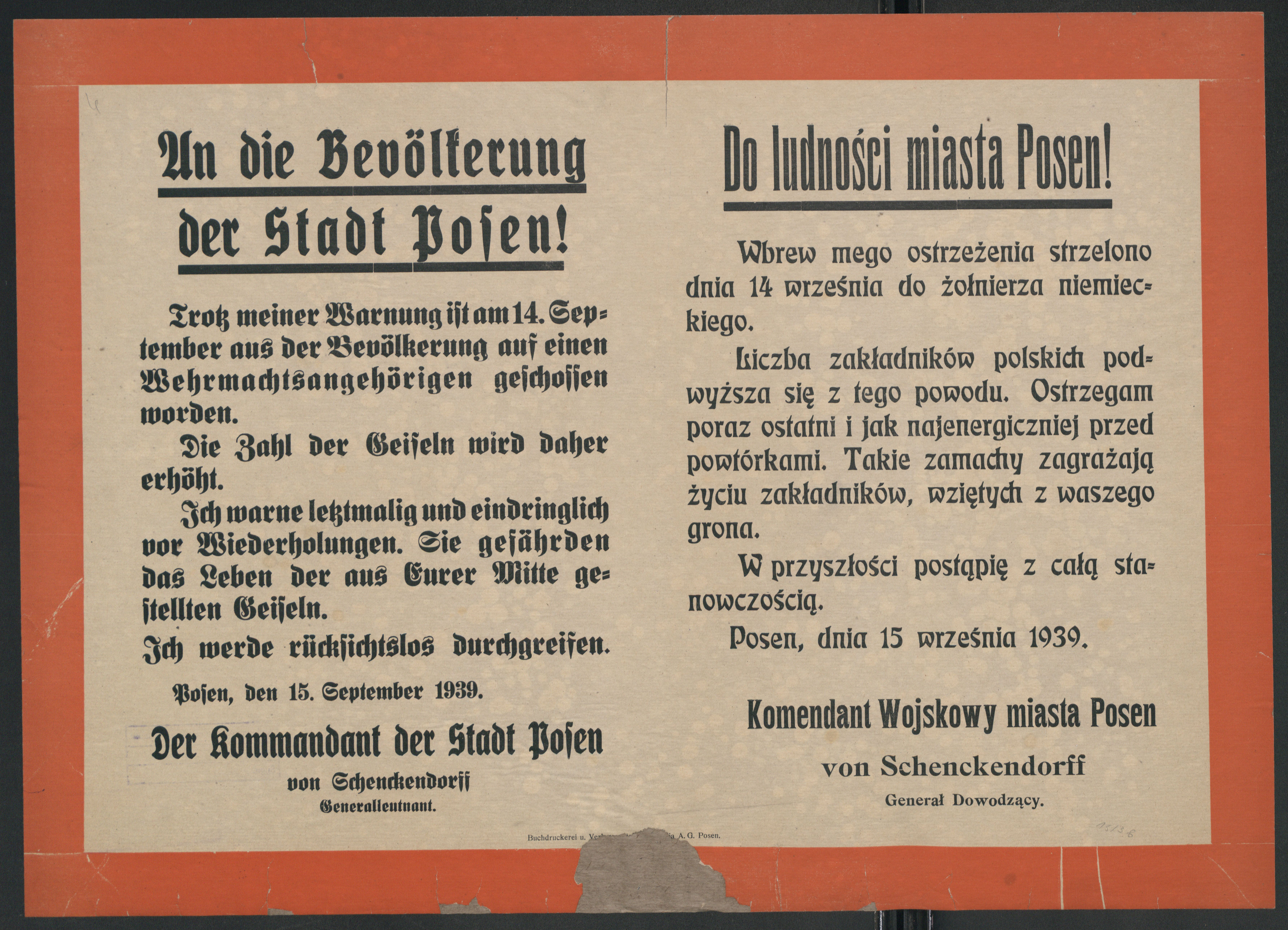
Obwieszczenie gen. von Schenckendorff, Komendanta Wojskowego Poznania z 15.09.1939 r. (ze zbiorów Archiwum Państwowego w Poznaniu)

## Odznaczenia
- Order Domowy Hohenzollernów[1]
- Krzyż Żelazny II Klasy (1914)[1]
- Krzyż Żelazny I Klasy (1914)[1]
- Krzyż Honorowy dla Walczących na Froncie[1]
- Szpanga Krzyża Żelaznego II Klasy[1]
- Szpanga Krzyża Żelaznego I Klasy[1]
- Złoty Krzyż Niemiecki (26 grudnia 1941)[1]
- Odznaka za Służbę w Heer[1]
  - IV Klasy
  - III Klasy
  - II Klasy